# 王養正 (嘉靖進士)
王養正（1495年—？年），字伯純，號蒙泉，四川順慶府南充縣人，民籍，明朝政治人物。

## 生平
四川鄉試第六名舉人。嘉靖八年（1529年）中式己丑科會試第二百九十四名，登第二甲第六十名進士。歷官主事、员外郎、郎中，出为知府，致仕。

## 家族
曾祖王進；祖父王邑；父王璠，母葉氏。